# Il était une fois... Sasha et Désiré

Il était une fois... Sasha et Désiré est un court métrage français réalisé par Cécile Vernant en 2006, produit par Les Films du Requin. Il a été filmé entre la Martinique, Paris et Noirmoutier.

## Fiche technique
Sauf indication contraire, les informations mentionnées dans cette section peuvent être confirmées par la base de données cinématographiques IMDb,  présente dans la section « Liens externes ».
- Réalisatrice et Scénariste : Cécile Vernant
- Producteurs : Yann Chayia
- Directeur de la photographie : Johann Charrin
- Montage : Franck Nakache
- Distribution des rôles : Nicolas Lublin
- Création des décors : Prudence Richard
- Décorateur de plateau : Vanessa Chesse
- Société de production : Les Films du Requin et Vonvon
- Pays de production :  France
- Genre : romance
- Durée : 25 minutes
- Date de sortie : France : 2006

## Distribution
- Fanny Valette : Sasha jeune
- Renaud Denis-Jean : Désiré
- Mike Fédée : Toussaint
- Dyna Langman : Sasha adulte
- Beata Nilska : Rachel
- Grigori Manoukov : Vassili

## Distinctions
Il était une fois...Sasha et Désiré a reçu 11 récompenses en France et à l'étranger : Prix Hohoa au Festival de Cannes (Semaine de la Critique), Prix du meilleur film européen au Festival du film d'Avignon / New York ; le Grand prix aux Rencontres du Cinéma en Martinique etc.